# تسوکاسا ماسویاما
تسوکاسا ماسویاما (انگلیسی: Tsukasa Masuyama؛ زادهٔ ۲۵ ژانویهٔ ۱۹۹۰) بازیکن فوتبال اهل ژاپن است.
از باشگاه‌هایی که در آن بازی کرده‌است می‌توان به باشگاه فوتبال جف یونایتد ایچیهارا چیبا و باشگاه فوتبال ماتسوموتو یاماگا اشاره کرد.